# Guasimos (khu tự quản)
Guasimos là một khu tự quản thuộc bang Táchira, Venezuela. Thủ phủ của khu tự quản Guasimos đóng tại Palmira. Khự tự quản Guasimos có diện tích 38 km2, dân số theo điều tra dân số ngày 21 tháng 10 năm 2001 là 32545 người.